# Michalina Wisłocka

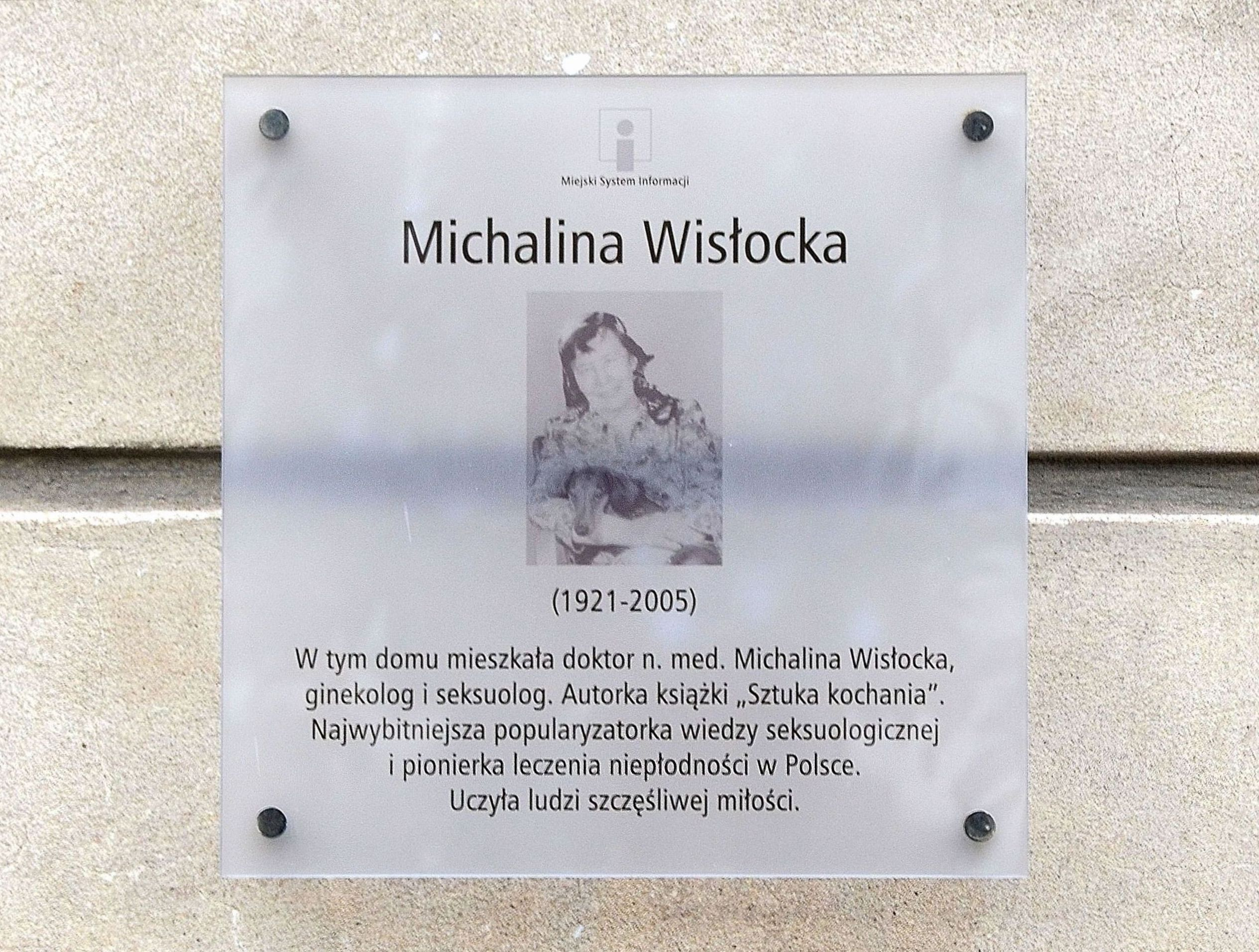
Tablica MSI na kamienicy przy ulicy Piekarskiej 5 (od strony Rycerskiej) w Warszawie, w której przez wiele lat mieszkała Michalina Wisłocka

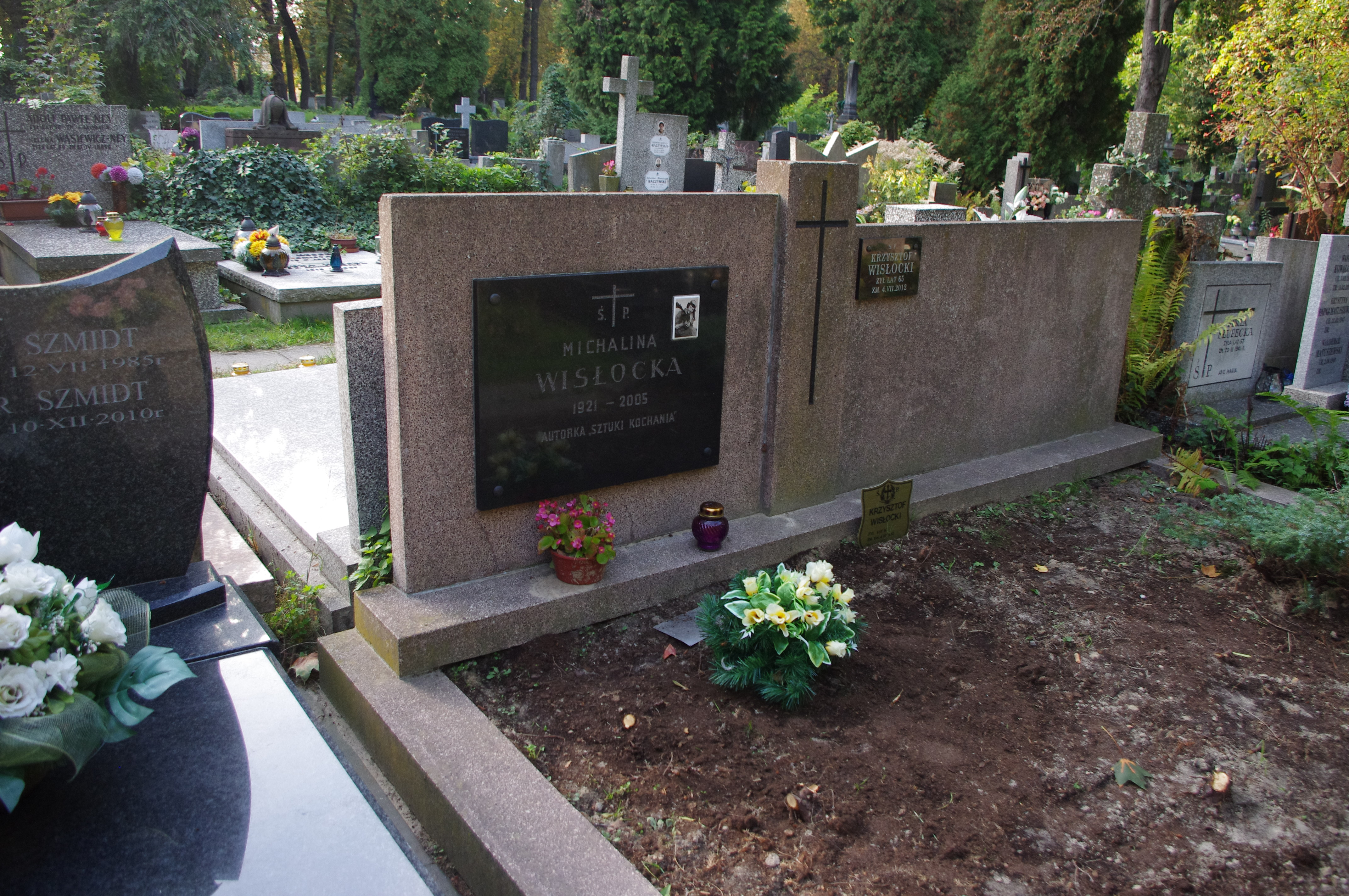
Grób Michaliny Wisłockiej na cmentarzu ewangelicko-augsburskim w Warszawie

Michalina Anna Wisłocka z domu Braun (ur. 1 lipca 1921 w Łodzi, zm. 5 lutego 2005 w Warszawie) – polska lekarka, ginekolog, doktor nauk medycznych (1969), autorka książek o seksuologii, między innymi popularnonaukowego poradnika seksuologicznego Sztuka kochania (1978).

## Życiorys
Urodziła się w rodzinie inteligenckiej. Jej ojciec, Jan Tymoteusz Braun, był nauczycielem w szkole powszechnej przy ul. Klonowej 11, a następnie (od grudnia 1926 do września 1939) kierownikiem Szkoły Powszechnej Nr 30 przy ul. Wspólnej 5/7 w Łodzi; matka – Anna z Żylińskich herbu Ciołek, zajmowała się domem oraz udzielała lekcji języka polskiego. Miała dwóch młodszych braci: Andrzeja (pisarz) i Jana (sumerolog). Jej bratanicą jest Ewa Braun, scenografka i kostiumolog, laureatka Oscara.
Przed II wojną światową mieszkała wraz z rodzicami w budynku szkoły powszechnej przy ul. Wspólnej 5/7, skąd Niemcy wysiedlili rodzinę w październiku 1939. W grudniu znalazła się w obozie przesiedleńczym w Radogoszczu przy ul. Zgierskiej, skąd została wraz z rodziną wywieziona do Krakowa w Generalnym Gubernatorstwie. Niedługo potem rozstała się z rodzicami, którzy wyjechali do wsi Narama, gdzie ojciec objął stanowisko nauczyciela i tu pozostał do końca okupacji wraz z żoną i synami. Ona zaś wyjechała do męża – Stanisława Wisłockiego (biologa), do Warszawy, gdzie oboje do wybuchu powstania warszawskiego pracowali w Szpitalu Wolskim przy ul. Płockiej.
Dyplom lekarza uzyskała 1 września 1952, specjalizację z położnictwa i ginekologii 18 marca 1959, natomiast stopień naukowy doktora nauk medycznych 24 kwietnia 1969.
Była współzałożycielką Towarzystwa Świadomego Macierzyństwa, w którym zajmowała się leczeniem niepłodności i antykoncepcją. Objęła kierownictwo Poradni Świadomego Macierzyństwa w Instytucie Matki i Dziecka w Warszawie. W latach 70. XX wieku kierowała Pracownią Cytodiagnostyczną Towarzystwa Planowania Rodziny.
Oprócz książek z dziedziny seksuologii takich jak: Sukces w miłości, Kalejdoskop seksu, Kultura miłości, Sztuka kochania (1978), Sztuka kochania – w 20 lat później (1988), Sztuka kochania – witamina M (1989), była również autorką pamiętników Miłość na całe życie. Wspomnienia z czasów beztroski.
Jej popularnonaukowy poradnik z dziedziny seksuologii Sztuka kochania wydany w 1978 stał się bestsellerem (nakład łączny 7 mln egzemplarzy) i zapoczątkował większą otwartość w sprawach seksu i życia seksualnego w Polsce.
Zmarła w warszawskim Szpitalu na Solcu. Została pochowana 11 lutego 2005 na cmentarzu ewangelicko-augsburskim w Warszawie (aleja 59b, miejsce 33/35/37).

## Upamiętnienie
9 września 1997 została odznaczona Krzyżem Kawalerskim Orderu Odrodzenia Polski.
Pamięci Michaliny Wisłockiej poświęcone są Park Miłości w Lubniewicach oraz skwer w Łodzi.

## Publikacje
- Technika zapobiegania ciąży (1959)
- Metody zapobiegania ciąży (1976)
- Sztuka kochania (1978), ISBN 83-207-0488-X
- Kultura miłości (1980)
- Kalejdoskop seksu (1986), ISBN 83-03-01447-1
- Sztuka kochania: w dwadzieścia lat później (1988), ISBN 83-207-1371-4
- Sztuka kochania: witamina „M” (1991), ISBN 83-207-1376-5
- Sukces w miłości (1993), ISBN 83-85249-24-9
- Malinka, Bratek i Jaś (1998), ISBN 83-7180-862-3
- Miłość na całe życie: wspomnienia z czasów beztroski (2002), ISBN 83-7311-201-4

## Nawiązania w kulturze
W 1995 ukazało się pierwsze wydanie książki będącej zbiorem autoryzowanych rozmów z Michaliną Wisłocką autorstwa Marka Różyckiego jr. Wisłocka w pigułce, która zawiera również felietony obyczajowe inspirowane wieloletnią współpracą autora z seksuolożką. Autorką biografii Michaliny Wisłockiej jest również Violetta Ozminkowski – Michalina Wisłocka. Sztuka kochania gorszycielki, która zawiera fragmenty niepublikowanych dzienników oraz rozmowy z córką, Krystyną Bielewicz.
Konrad Szołajski napisał inspirowaną biografią Wisłockiej fikcyjną powieść kryminalną Wisłocka (wyd. Świat Książki, 2017). Na kanwie życia Michaliny Wisłockiej powstał film Sztuka kochania. Historia Michaliny Wisłockiej.
10 grudnia 2021 roku w Teatrze im. Stefana Jaracza w Olsztynie odbyła się premiera spektaklu „Sztuka kochania Polaków” w reżyserii Joanny Drozdy. Spektakl opowiada o pionierstwie Polaków w dziedzinie seksualności, a główną rolą w spektaklu jest Sztuka Kochania, inspirowana postacią i dorobkiem Michaliny Wisłockiej.